# South Pole Group
South Pole Group (с анг. «группа южного полюса»; до 20 марта 2015 года — South Pole Carbon Asset Management, Ltd.) — международная группа компаний, специализирующаяся на проектах по сокращению выбросов парниковых газов (см. Киотский протокол и Торговля эмиссионными квотами); компания также проводит оценку новых и аудит существующих проектов, оказывает консультационные услуги по профилю, предлагает различные инструменты и сертификаты в своей области.

## Организация
Компанию South Pole Carbon Asset Management, Ltd. основали в 2006 году Патрик Бюрги (нем. Patrick Bürgi), Томас Камерата (англ. Thomas Camerata), Ренат Хойбергер и Кристоф Саттер.
South Pole Carbon стала развитием некоммерческой организации myclimate, выделившейся из Швейцарской высшей технической школы Цюриха в 2002 году и специализировавшейся на разработке методов и стандартов в области изменения климата, которой руководил Хойбергер.
20 марта 2015 года компания провела ребрендинг, став называться South Pole Group, с целью «отразить глобальный характер деятельности».
Управляют South Pole Group Ренат Хойбергер (CEO с 2012) и Кристоф Саттер (CEO до 2012).
Штаб-квартира компании расположена в Цюрихе (Швейцария), где трудится около 100 человек.
South Pole Group представлена более чем десятью офисами в более чем двадцати странах мира, в частности в Пекине (Китай), Бангкоке (Таиланд), Тайчжуне (Тайвань), Йоханнесбурге (ЮАР), Джакарте (Индонезия), а также в Мексике.
В локальных офисах работает более 10 тыс. местных жителей.
Прибыль компании не капитализируется, а идёт на выплату дивидендов.
Тем не менее, создатели South Pole Group заявляют, что её деятельность не направлена на максимизацию прибыли, и компания ведёт проекты даже если они являются лишь самоокупаемыми

## Деятельность
Для выполнения условий Киотского протокола разным в экономическом развитии странам необходимо инвестировать заметно отличающиеся ресурсы.
Так стоимость сокращения выбросов одной тонны CO2 в Швейцарии в десять раз выше чем во Вьетнаме.
Создатели South Pole Carbon пришли к выводу, что выгоднее решать проблемы сокращения выбросов в беднейших странах, с последующей покупкой эмиссионных квот развитыми.
В этом случае общемировое количество выбросов уменьшается, развивающиеся страны получают ощутимый доход при развитии экологически чистого производства и создании новых рабочих мест, ведущие же в экономическом плане государства выполняют требования подписанного договора с минимальными затратами.
Для реализации поставленных целей South Pole Carbon в короткие сроки открыла офисы в развивающихся странах с высоким промышленным уровнем и предложила им целый ряд программ по сокращению выбросов, экологически чистому производству, управлению отходами и лесовосстановлению.
Кроме проблем, связанных с выбросом парниковых газов South Pole Group оказывает услуги в широком диапазоне экологических проблем, например, по очистке сточных вод, утилизации биогаза, возобновляемым источникам энергии и биотоплива.
Одним из направлений деятельности South Pole Group является экологическая оценка новых и аудит существующих проектов, с последующей консультацией по улучшению экологических показателей.
Клиентами являются в основном государства и крупные компании.

## Показатели деятельности
На 2008 год компания реализовывала более 100 проектов в более чем 100 странах.
К 2012 году деятельность компании привела к сокращению выбросов, эквивалентным 100 миллионам тонн CO₂.
К 2014 году портфель компании насчитывал уже более 250 проектов.

## Награды и премии
13 декабря 2011 года создатели и руководители компании South Pole Carbon Ренат Хойбергер и Кристоф Саттер названы Фондом Шваба социальными предпринимателями года, за сочетающееся в компании устойчивое развитие и рыночный подход с решением глобальной проблемы изменения климата.
Компания многократно называлась лучше на рынке по основным направлениям своей деятельности.